# Сан-Джиміньяно
Сан-Джиміньяно (італ. San Gimignano) — муніципалітет в Італії, у регіоні Тоскана,  провінція Сієна.
Сан-Джиміньяно розташований на відстані близько 220 км на північний захід від Рима, 39 км на південний захід від Флоренції, 28 км на північний захід від Сієни.
Населення — 7853 особи (2014).
Щорічний фестиваль відбувається 31 січня. Покровитель — San Geminiano.

## Пам'ятки архітектури
Сан-Джиміньяно називають «містом середньовічних хмарочосів» завдяки кам'яним баштам, які протягом ХІ — ХІІІ сторіччя будували найзаможніші родини місцевих мешканців для того, щоб показати свою велич. Всього було побудовано більше 70 башт, але до наших днів їх збереглося 14. Найвища з них сягає висоти 50м.

## Демографія
Населення за роками:

Станом на 1 січня 2023 року в муніципалітеті офіційно проживало 609 іноземців з 64 країн, серед них 245 громадян країн Євросоюзу та 61 громадянин України.

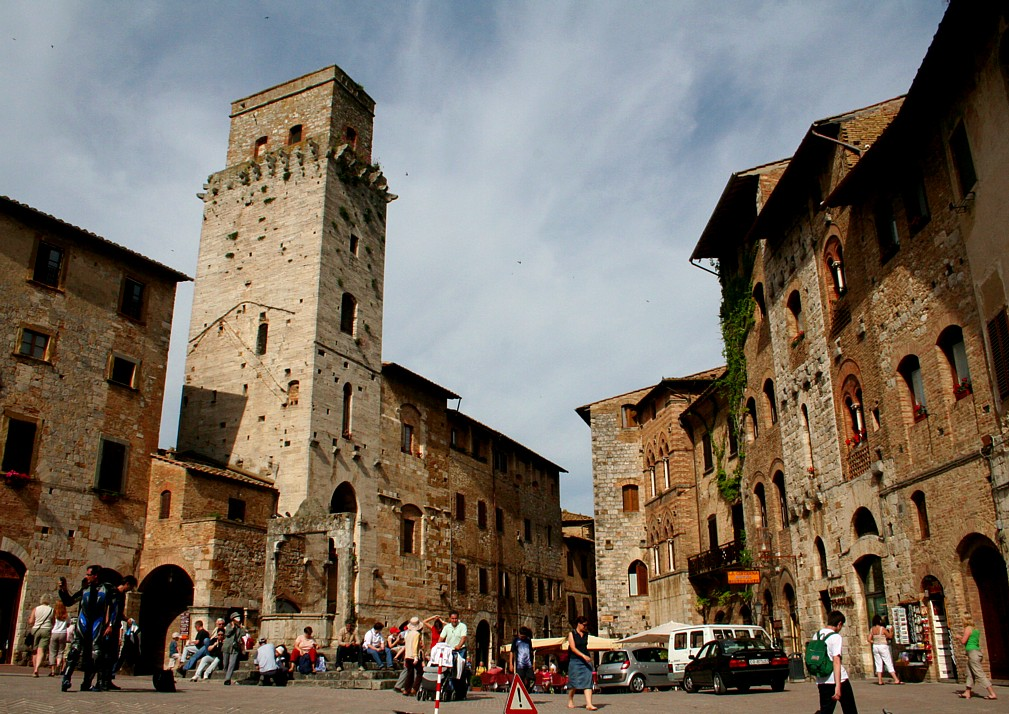
Пьяцца делла Чистерна
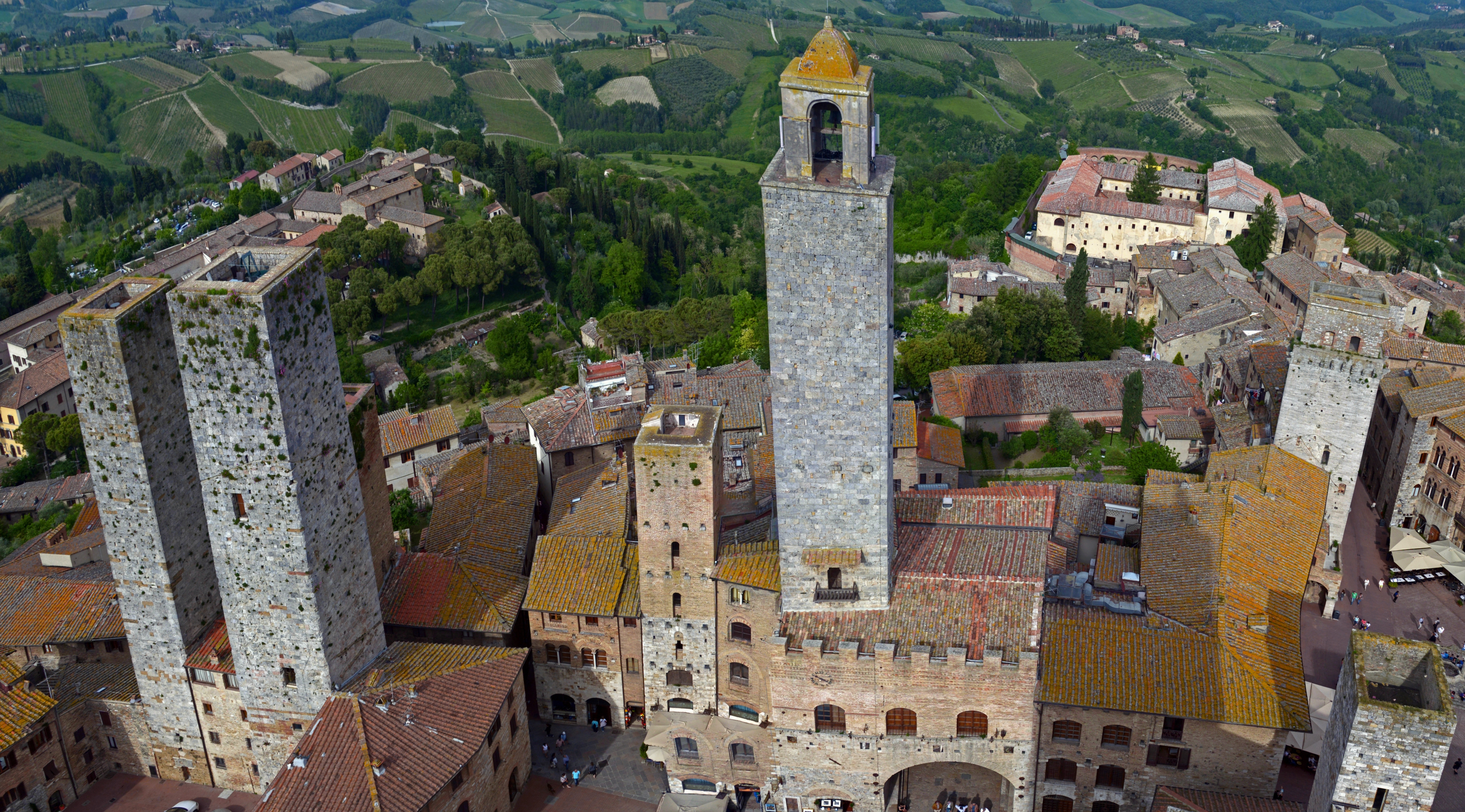
Погляд з башти Торре Гросса
Бастіон Сан-Франческо
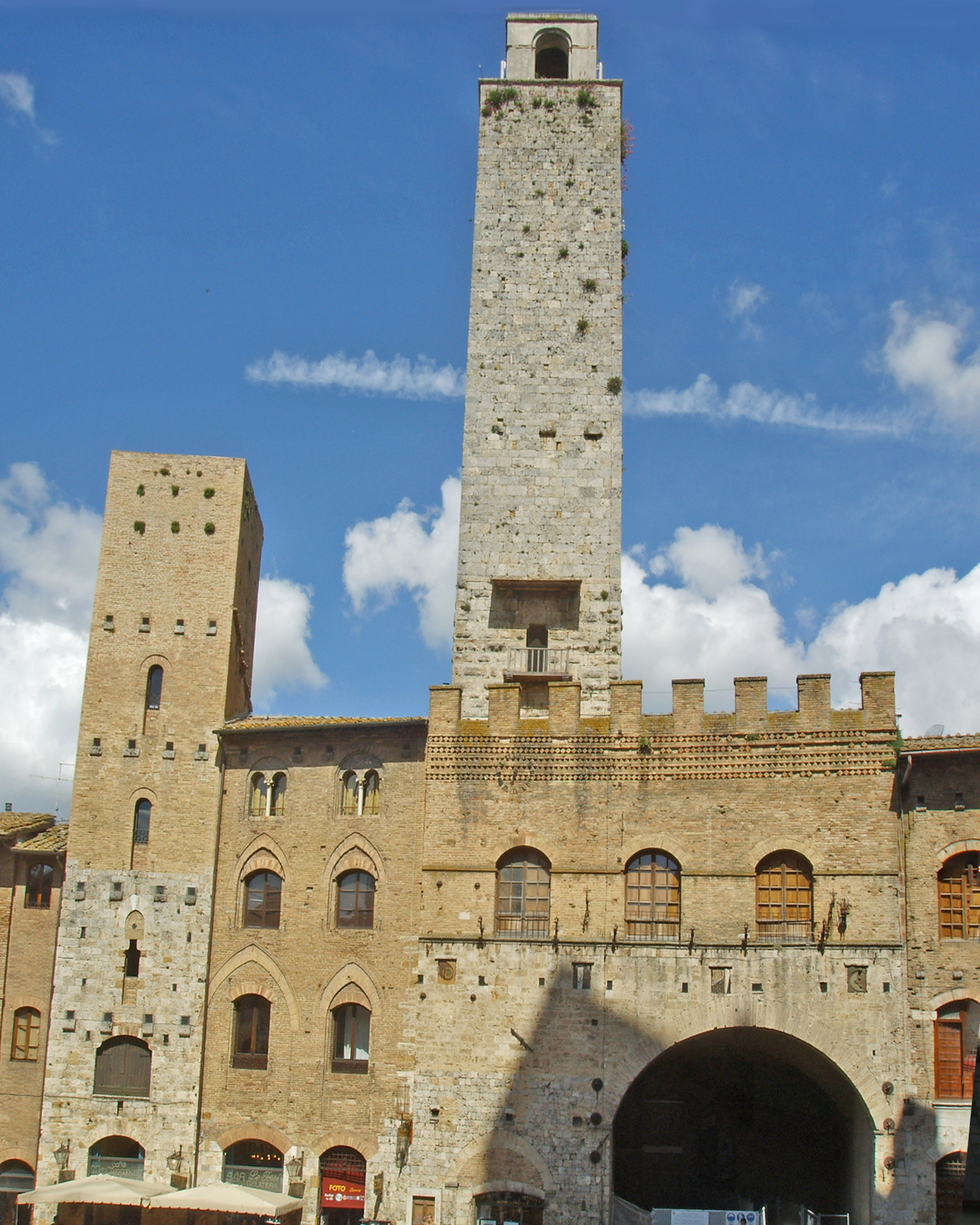
Башта Кіджі

## Сусідні муніципалітети
- Барберино-Валь-д'Ельса
- Чертальдо
- Колле-ді-Валь-д'Ельса
- Гамбассі-Терме
- Поджібонсі
- Вольтерра